# Новая Лодына
Новая Лодына (укр. Нова Лодина) — село в Новоярычевской поселковой общине Львовского района Львовской области Украины.
Население по переписи 2001 года составляло 81 человек. Занимает площадь 4,71 км². Почтовый индекс — 80453. Телефонный код — 3254.